# Naytia vaucheri
Naytia  vaucheri is een slakkensoort uit de familie van de fuikhorens (Nassariidae). De wetenschappelijke naam van de soort werd in 1906 voor het eerst geldig gepubliceerd door Pallary.